# كريستيانو فيدال
كريستيانو فيدال (بالبرتغالية: Cristiano Vidal‏) هو لاعب كرة قدم برازيلي في مركز ظهير ‏، ولد في 23 أغسطس 1996 في Não-Me-Toque ‏ في البرازيل.

## وصلات خارجية
- كريستيانو فيدال على موقع Soccerway.com (الإنجليزية)